# The Bricklayer
The Bricklayer är en amerikansk actionthrillerfilm som hade premiär i USA den 5 januari 2024. Filmen är regisserad av Renny Harlin. Filmens manus har skrivits av Noah Boyd, Matt Johnson och Marc Moss.

## Handling
Filmen kretsar kring en okänd styrka som utövar utpressning mot CIA genom att lägga skulden för avrättningen av flera utländska journalister på dem. CIA övertalar Steve Vail, en före detta agent med elitkunskaper, att återvända i tjänst för att rentvå deras rykte.

## Rollista (i urval)
- Aaron Eckhart - Steve Vail
- Nina Dobrev - Kate
- Clifton Collins Jr. - Radek
- Tim Blake Nelson - O'Malley
- Ilfenesh Hadera - Tye
- Ori Pfeffer - Sten